# Rejse
At rejse er at foretage en tur med én eller flere overnatninger til ét eller flere rejsemål. Begrebet turisme, der er tæt knyttet til en lang række rejseaktiviteter, er defineret som en tur eller rejse samt en hjemrejse tilbage til startpunktet.
Der findes mange forskellige typer eller kategorier af rejser, som ofte overlapper hinanden rent betydningsmæssigt, ligesom ordet rejser findes i en lang række sammensætninger. Der findes eksempelvis ferierejser, charterrejser, pakkerejser, individuelle rejser, skræddersyede rejser, grupperejser, tjenesterejser, oplevelsesrejser, togrejser, flyrejser, turcykling, rygsækrejser, trekkingrejser, fiskerejser, rundrejser (til flere rejsemål), skibsrejser eller krydstogter. Der kan være mange forskellige formål med rejser, så som badeferie og turisme. I dag anses det at sejle som den sikreste måde at rejse ifølge statistikker.[kilde mangler]
"At rejse er at leve," lyder det kendte citat fra H.C. Andersen. I Danmark findes mindst to kendte klubber for rejsende, De Berejstes Klub og Eventyrernes Klub.

## Ekstern henvisning
- Udenrigsministeriet om rejseplanlægning mv.
- Lov om en rejsegarantifond
- Lov om pakkerejser

| Turisme | Spire Denne artikel om turisme er en spire som bør udbygges. Du er velkommen til at hjælpe Wikipedia ved at udvide den. |